# Cornella de Tamaulipas
La cornella de Tamaulipas (Corvus imparatus) és un ocell de la família dels còrvids (Corvidae).

## Hàbitat i distribució
Habita els boscos àrids i terres de conreu al nord-est de Mèxic des de Nuevo León, Tamaulipas i sud de Texas a la zona inferior de la vall del Río Bravo, cap al sud a San Luis Potosí i nord de Veracruz.